# Dani Mallo
Daniel Mallo Castro, más conocido como Dani Mallo (Cambre, La Coruña; 25 de enero de 1979), es un exfutbolista español.
El campo de fútbol municipal de Cambre lleva su nombre.

## Clubes
| Club                                 | País     | Año         | PJ     |
| ------------------------------------ | -------- | ----------- | ------ |
| Real Club Deportivo de La Coruña "B" | España   | 1997-2001   |        |
| Deportivo La Coruña                  | España   | 2001-2006   | 3      |
| Elche CF                             | España   | 2003-2004   | 38/42  |
| Sporting de Braga                    | Portugal | 2006-2008   | 8      |
| Falkirk FC                           | Escocia  | 2008-2009   | 15     |
| Girona FC                            | España   | 2009-2013   | 82/168 |
| CD Lugo                              | España   | 2013 - 2015 |        |
| Albacete Balompié                    | España   | 2015 - 2016 |        |
| Atlético de Kolkata                  | India    | 2016 - 2017 |        |
| Centre d'Esports L'Hospitalet        | España   | 2017        |        |